# 日産・ムラーノ
ムラーノ（MURANO）は、日産自動車が製造・販売しているラージサイズのクロスオーバーSUVである。
日本国内における生産・販売期間は2004年から2015年までの約11年間、日本国外では2002年より販売され、2015年以降もフルモデルチェンジを経て、生産・販売を続けている。

## 概要
当初は北米専売車として開発され、2002年に北米市場で発売された。発売直後から日本市場への投入を望む声が高く、後に日本市場投入の検討のために2003年の東京モーターショーに左ハンドルの北米仕様車が参考出品された。その際、日産の予想を超える反響があったため、急遽右ハンドル車及び直列4気筒エンジン搭載車を開発し、日本国内での販売を開始した。また、日米市場以外でも、世界中から投入の要望があったため、最終的には世界100カ国以上で販売される世界戦略車にまでなった。
2代目までは2代目のロシア（日産ロシア製造会社）と中国（東風日産）での製造分を除き、仕向け地にかかわらず、生産はすべて福岡県京都郡苅田町にある日産自動車九州で行われていたが、3代目についてはミシシッピー州にある北米日産キャントン工場で一括生産される。ただし、中国向けだけは従来通り東風日産で生産される。

## 初代 Z50型（2002年 - 2008年）
2000年にデザイン開発が開始され、2002年11月に北米市場で発売された。その後、世界中のマーケットからの要望により、最終的には世界80カ国で販売されることとなった。販売終了までに50万台が売られ、うち42万台が当初のターゲット市場であった北米市場で販売されたが、日本国内においても年間約1万台を安定して販売し続けた。日本国内での総販売台数は約30,000〜40,000台。
開発が行われていた当時の日産は経営不振に陥っており、このムラーノの開発にあたっては、開発陣に大きなプレッシャーがあったという。そのためデザインに関しては、販売を成功させるために先進的なスタイリングを実現することに努力が注がれた。そして、北米市場に投入後、そのエクステリアデザインは好評を博した。国内販売が開始された2004年度にはグッドデザイン賞を受賞している。

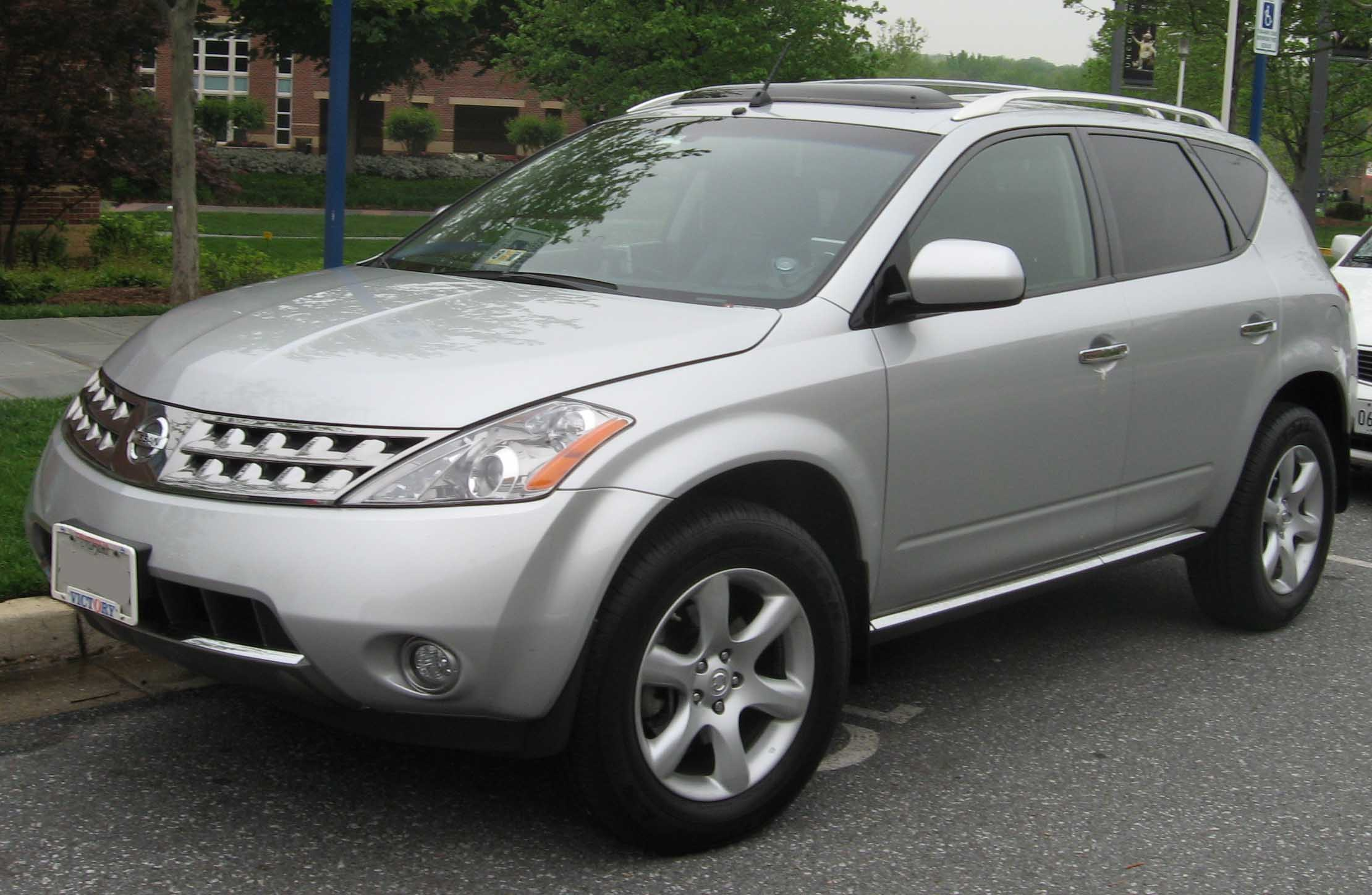
後期型 （北米仕様）

なお、日本仕様車では特別仕様車「スタイリッシュシルバーレザー アンコール」および「モードブラウンレザー アンコール」に専用のフロントグリルが採用されたが、このグリルは2005年に北米仕様車のみがフェイスリフトを受けた際に変更されたグリルである。このフロントグリルの穴の数は、これまでの左右8個ずつから10個ずつになり、また、北米仕様車のフェイスリフトではリアコンビランプがLEDに変更された。
プラットフォームにはJ31型ティアナにも採用されるFF-Lプラットフォームを採用し、サスペンションなどもティアナと共通となっている。エンジンはV6 3.5L VQ35DE型または直4 2.5L QR25DE型が搭載されたが、直4エンジンは日本およびシンガポール仕様のみに用意され、他の市場ではV6エンジン搭載車のみのラインアップとなった。トランスミッションは、V6エンジンには6速マニュアルモード付きCVTが、直4エンジンには4速ATが組み合わせられる。駆動方式はFFと、3.5Lエンジン搭載車のみ4WDが用意された。

### 年表
2002年3月
第102回ニューヨーク国際オートショーに出品。
2002年11月
北米で販売開始。
2003年10月
第37回東京モーターショーに北米仕様（左ハンドル）を参考出品。
2004年9月2日
日本で発売。レッドステージ店で販売する。
2004年9月
パリサロンに欧州仕様を出展。
2004年10月29日
日本国内で、ブルーステージ店での取り扱いを開始。
2005年1月12日
九州工場車両生産累計台数1000万台を記念した期間限定車「カベルネ」を設定。北米向けモデルにのみ採用しているカベルネ色（ワインカラー）の本革シートをはじめ、装備をした。生産計画台数100台、2005年3月までの期間限定販売。
2005年2月
ヨーロッパで販売開始。
2005年6月1日
期間限定車「アルテ・カベルネ」を設定。生産計画台数100台、2005年9月までの期間限定販売。
2005年12月27日
一部改良。ボディカラーに新色を追加し、ヘッドランプレベライザーを全車に標準装備し、灯火器技術基準に適合。同日、期間限定車「アルテ-ロセット」（中黒・ではなくハイフン - ）を設定。生産計画台数100台、2006年9月末日までの期間限定販売。
2006年5月25日
特別仕様車「スタイリッシュシルバーレザー」を発売。
2006年12月15日
特別仕様車「モードブラウンレザー」を発売。
2007年5月11日
特別仕様車「スタイリッシュシルバーレザー アンコール」を発売。2006年5月に発表した「スタイリッシュシルバーレザー」の復刻版。北米仕様後期型のフロントグリルを採用した。
2007年9月3日
期間限定車「アルテ・ビアネロッソ」を設定。生産計画台数100台、2008年3月までの期間限定販売。
2007年12月13日
特別仕様車「モードブラウンレザー アンコール」を発売。2006年12月に発表した「モードブラウンレザー」の復刻版。スタイリッシュシルバーレザー アンコール同様、北米仕様後期型のフロントグリルを採用した。
2008年8月
生産終了。在庫対応分のみの販売となる。
2008年9月
2代目と入れ替わる形で販売終了。

### 受賞
2003年
- カナダ・トラック・オブ・ザ・イヤー

2004年
- グッドデザイン賞　商品デザイン部門　乗用車および関連商品

## 2代目 Z51型（2008年 - 2015年）
2007年のロサンゼルスモーターショーにて発表され、2008年1月より北米で販売を開始。日本国内では2008年9月29日に販売が開始された。月間目標販売台数は900台と発表されている。先代の成功を受け、今モデルは世界170カ国で販売されるグローバルモデルとして開発された。
先代モデルでは3.5L車のみに4WD車が用意されたが、今モデルでは当初日本仕様車は全車4WDとなり（北米仕様車はFFがオプションとなる）、先代モデルよりも燃費性能は向上された。なお、4WDシステムにはオールモード4X4-iが採用される。2010年1月7日にはFF 2.5L車が追加された。
北米市場向けには2011年初頭よりクロスオーバーというキャラクターはそのままに、ルーフを撤去して電動の幌をセットし、2ドア化してスペシャリティ志向を強めたクロスカブリオレ（Cross Cabriolet）も用意される。

### メカニズム

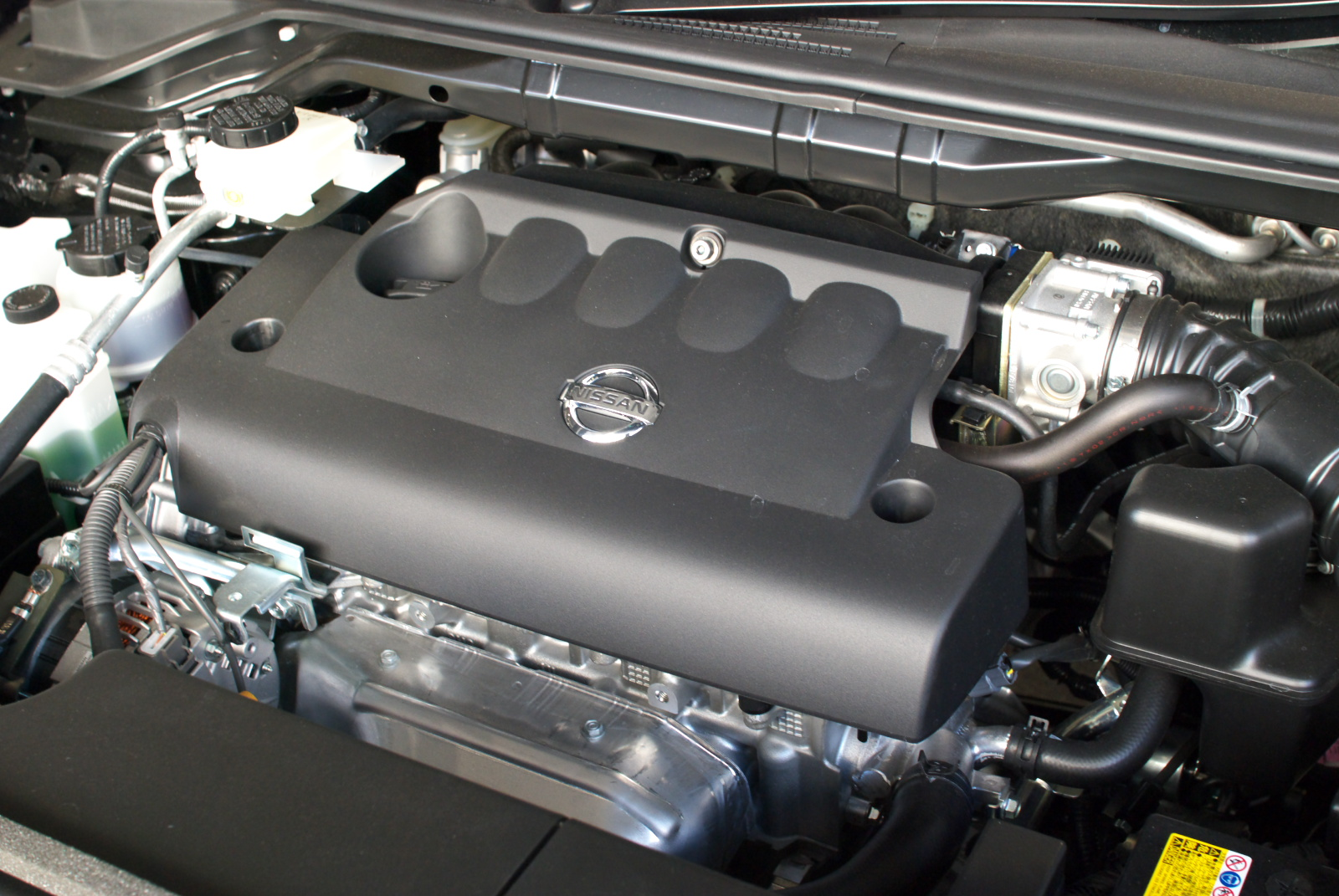
ムラーノに搭載されるQR25DEエンジン

J32型ティアナと共通のDプラットフォームにVQ35DE型あるいはQR25DE型を搭載し、アダプティブシフトコントロールつきのエクストロニックCVT（電子制御式無段変速機）と組み合わせられる。ホイールベースはプラットフォームを共用するティアナよりも50mm延長されているが、これはタイヤ径の違いによるものである。
プラットフォームが一新されたことにより、ボディの捩り剛性を先代の約1.5倍とし、また、新型ショックアブソーバー、新型ツインオリフィス車速感応式パワーステアリングを採用することで、乗り心地と、操縦応答性を向上している。
欧州仕様車には、2010年9月にYD25型 2.5L 直4ディーゼルエンジン搭載車が追加された。

### デザイン
エクステリアは先代であるZ50型の個性を残しつつ、モダンアートを表現したスタイリングとなっており、立体感のある前後バンパー、大きくアーチを描くフェンダー形状と18インチアルミホイール（20インチの設定もあり）で、アグレッシブさと踏ん張り感を表現した。リアには、立体感あるリアディフレクターとLEDテールランプを採用した。そのほかでは、スクラッチシールドが新色のスチールブルーメタリックを含めた全色に標準となっている。
インテリアには新デザインのフロントシートとステアリング・ホイール、ダッシュボードを採用し、6:4分割の電動可倒式リアシートや、フロント/リアシートヒーターなども装備する。また、デュアルパネルムーンルーフも選択できる。ダッシュボードの形状変更により、室内長は15mm減少したが、前席シートバックの形状変更により、後席ニールームは20mm増加した。

### 年表
2008年9月28日
フルモデルチェンジし同日より販売開始。当初は4WD車のみ。
2010年1月7日
2.5L・2WD車（「250XL」・「250XV」）を追加発売。併せて4WD車の一部仕様変更を行い、3.5L車を「350XV FOUR」に一本化。
2011年1月20日
マイナーチェンジを発表（同年2月3日販売開始）。
主としてエクステリアのブラッシュアップや質感の向上が図られた。フロントグリルはシャープさを増し、フロントバンパーもワイド感を強調したものに変更されるとともに、リヤコンビランプやアルミホイールを新意匠に変更した。インテリアはメーターをホワイト基調のものに変更するとともに、本革シートやドアトリムのデザインも変更。同時に、センタークラスターのカラーリングを変更することで統一感をも強調した。
装備面では地デジチューナーを内蔵し、iPodなどとのUSB接続の対応で機能性がアップしたHDD方式のカーウイングスナビゲーションシステムを採用。さらにISOFIX対応チャイルドシート用アンカーが後席左右に全車標準装備されたほか、XV系にはASCDが標準装備された。
2012年1月24日
特別仕様車「モード・ビアンコ」を発表（同年2月9日販売開始・オーテックジャパン扱い）。XV系グレードをベースに、ゴールド色のステッチと前席ヒーターを備えた本革シートとドアトリムをホワイト、内装色をブラックとした専用ハイコントラストインテリアをはじめ、フロントグリルをダーククロムに変更し、ハイパーLEDデイライト、専用LEDフォグランプ、専用グラファイトフィニッシュアルミホイール、BOSEサウンドシステムを装備。ボディカラーは2色の特別設定色（ブリリアントホワイトパール3コートパール、グレイッシュブロンズメタリック）を含む4色を設定。なお、ベース車も一部仕様変更を行い、ボディカラーのホワイトパール3コートパールをブリリアントホワイトパール3コートパールに差し替えた。
2012年12月6日
一部改良。新色のボディカラー「フランボワーズレッド2パール」「ダークメタルグレーメタリック」を追加。
また、上述の「フランボワーズレッド2パール」を設定した特別仕様車「モード・ロッソ」を発売（オーテックジャパン扱い）。XV系グレードをベースに、シートやドアトリムにレッドレザーを使用し、さらにシートにゴールドステッチをあしらった、専用の「プレミアムレッドインテリア」は、優美かつインパクトのある空間を演出。ほかにも、エクステリアは、ダーククロムフロントグリルや、LEDアイテム、グラファイトフィニッシュアルミホイールを特別装備し、それに加え、BOSEサウンドシステムを標準装備し、上質感があふれるモデルになった。ちなみにこのモデルは、ホワイトの本革シートで好評を得ている特別仕様車「モード・ビアンコ」に加えて、カラーにこだわった本革シート仕様車の第2弾として発売するものである。
2013年11月28日
オーテックジャパン扱いの特別仕様車「モード・ビアネロ」を発売。カラーコーディネートにこだわった本革シート仕様車の第3弾として発売するもので、XV系グレードをベースにモードシリーズ共通装備である、ダーククロムフロントグリル、LEDフォグランプ、グラファイトフィニッシュアルミホイールを引き続き採用し、ホワイトとブラックの本革コンビシート（ゴールドステッチ・前席シートヒーター付）とドアトリムにブラック内装を組み合わせたプレミアムハイコントラストインテリアを採用。さらに、ハイパーLEDデイライトとBOSEサウンドシステムも装備し、プレミアム感あふれるモデルとなった。
2015年3月
生産終了。在庫販売のみとなる。
2015年4月
在庫完売につき、日本国内での販売を終了。日本での約10年半に渡る歴史に幕を下ろした。

### 受賞
2008年
- Penカー・スタイリング・アワード

2009年
- オートカラーアウォード 文化女子大学セレクション（外装色: グレイッシュブロンズ、内装色: ベージュ）

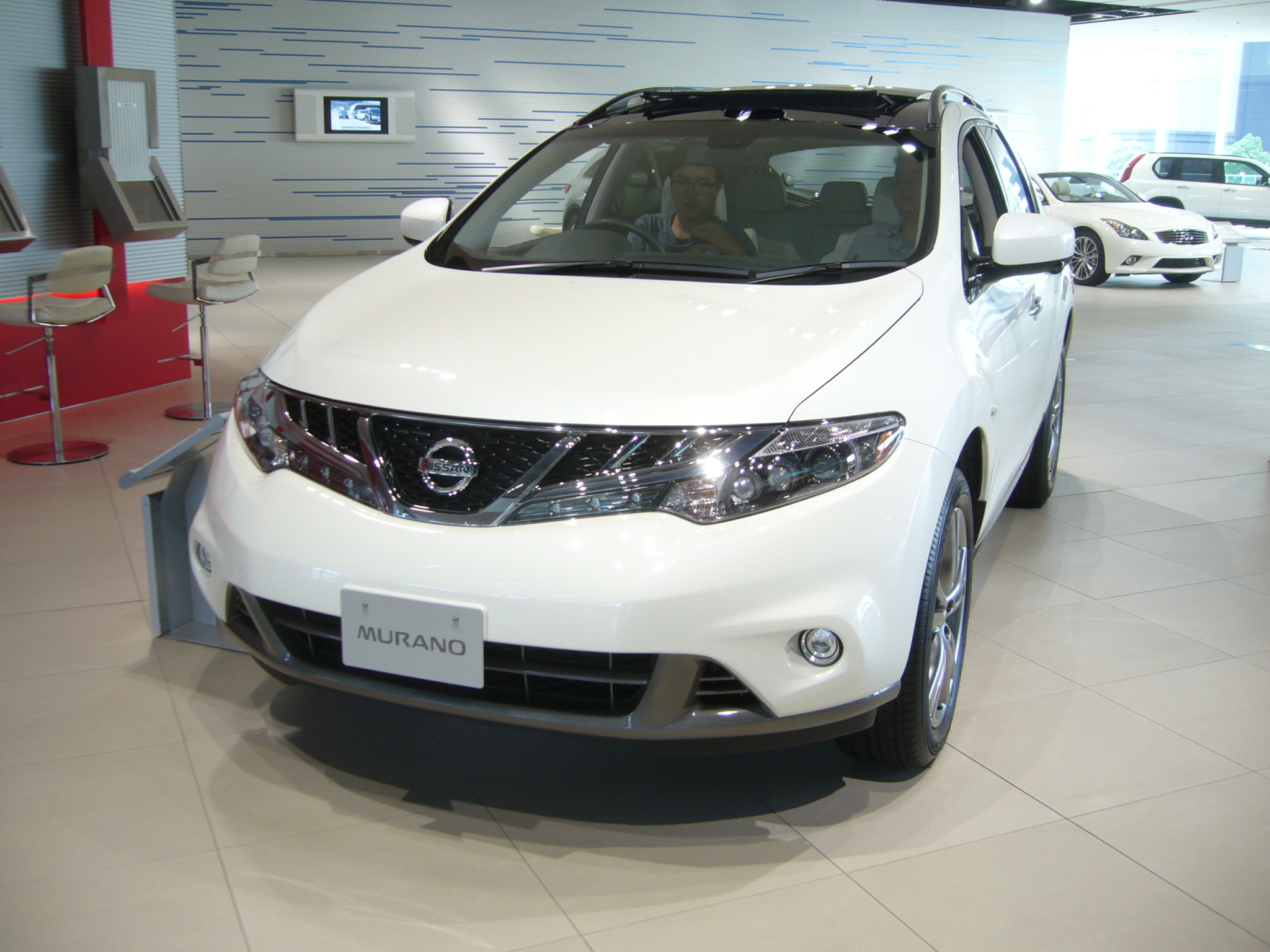
モード・ビアンコ（2012年モデル） フロント
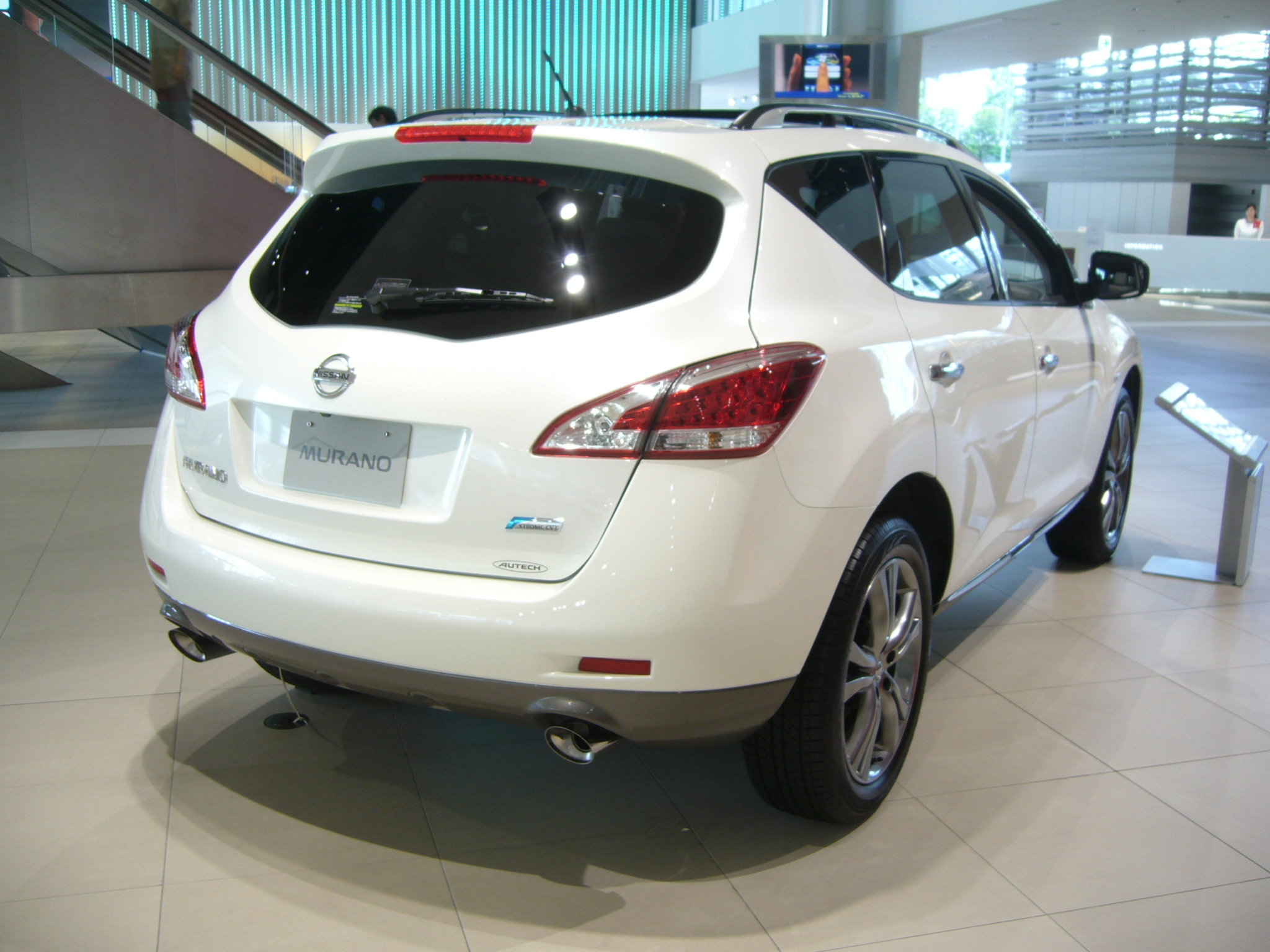
モード・ビアンコ（2012年モデル） リア
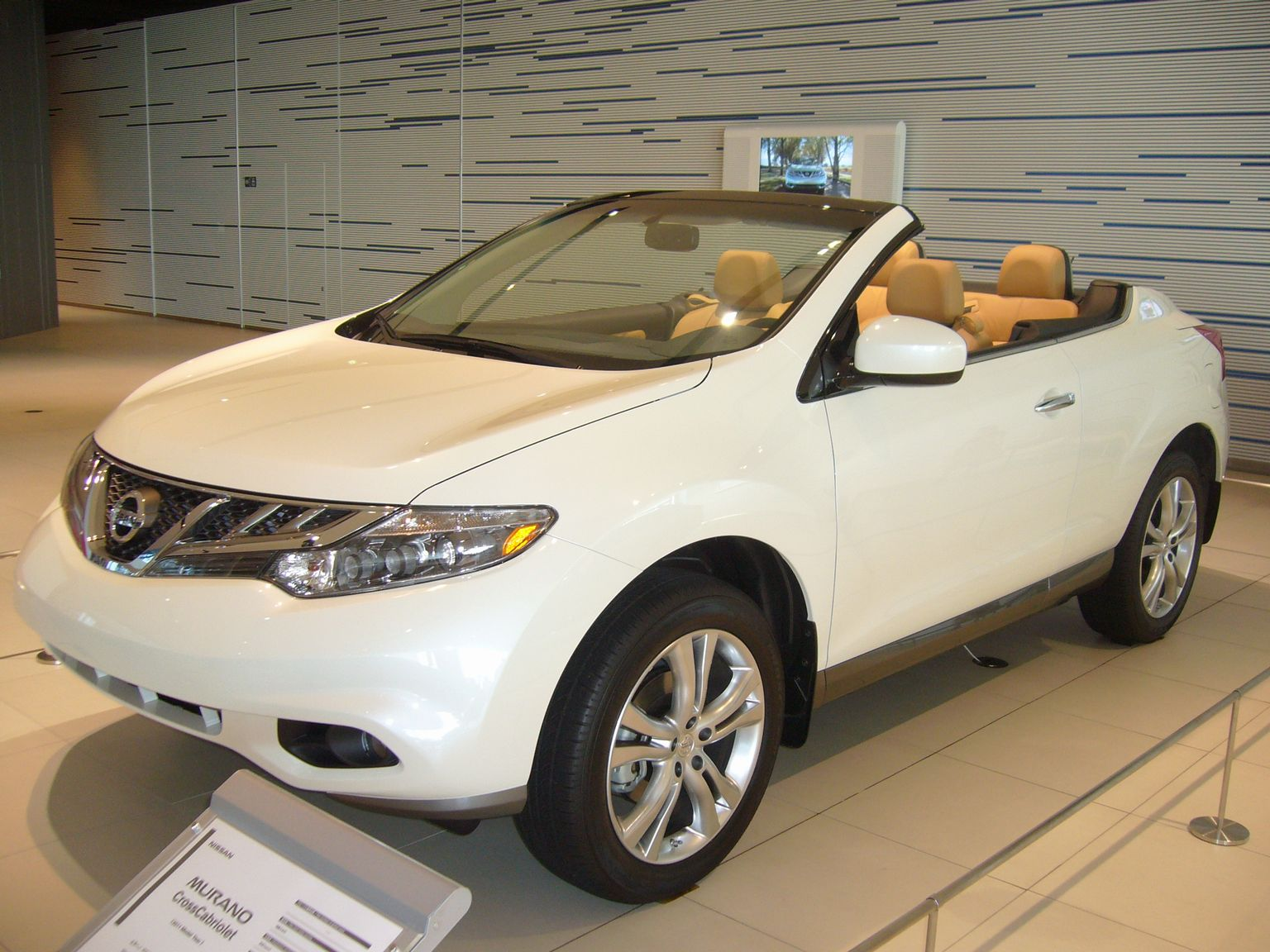
クロスカブリオレ フロント
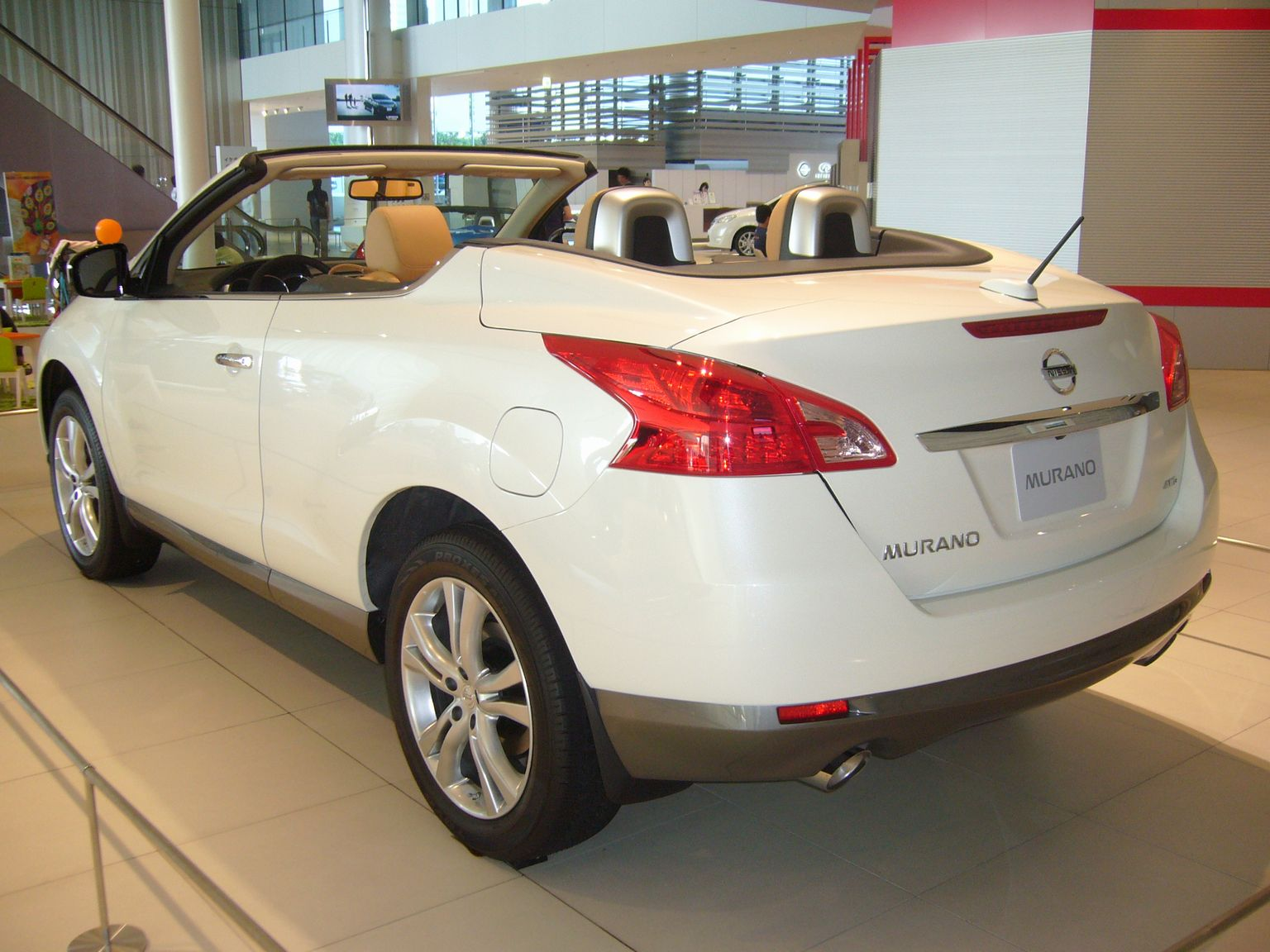
クロスカブリオレ リア
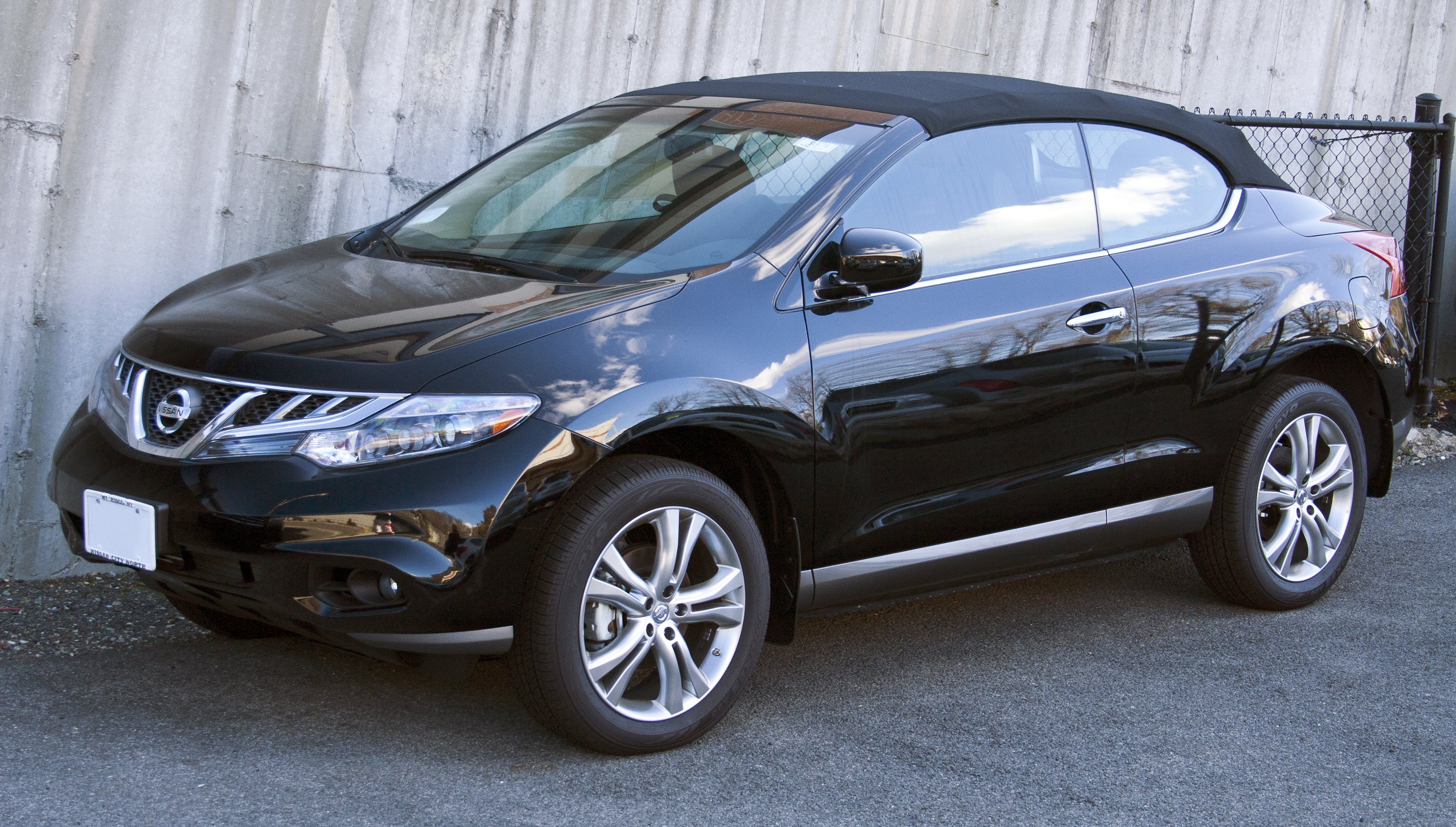
クロスカブリオレ クローズ状態 フロント
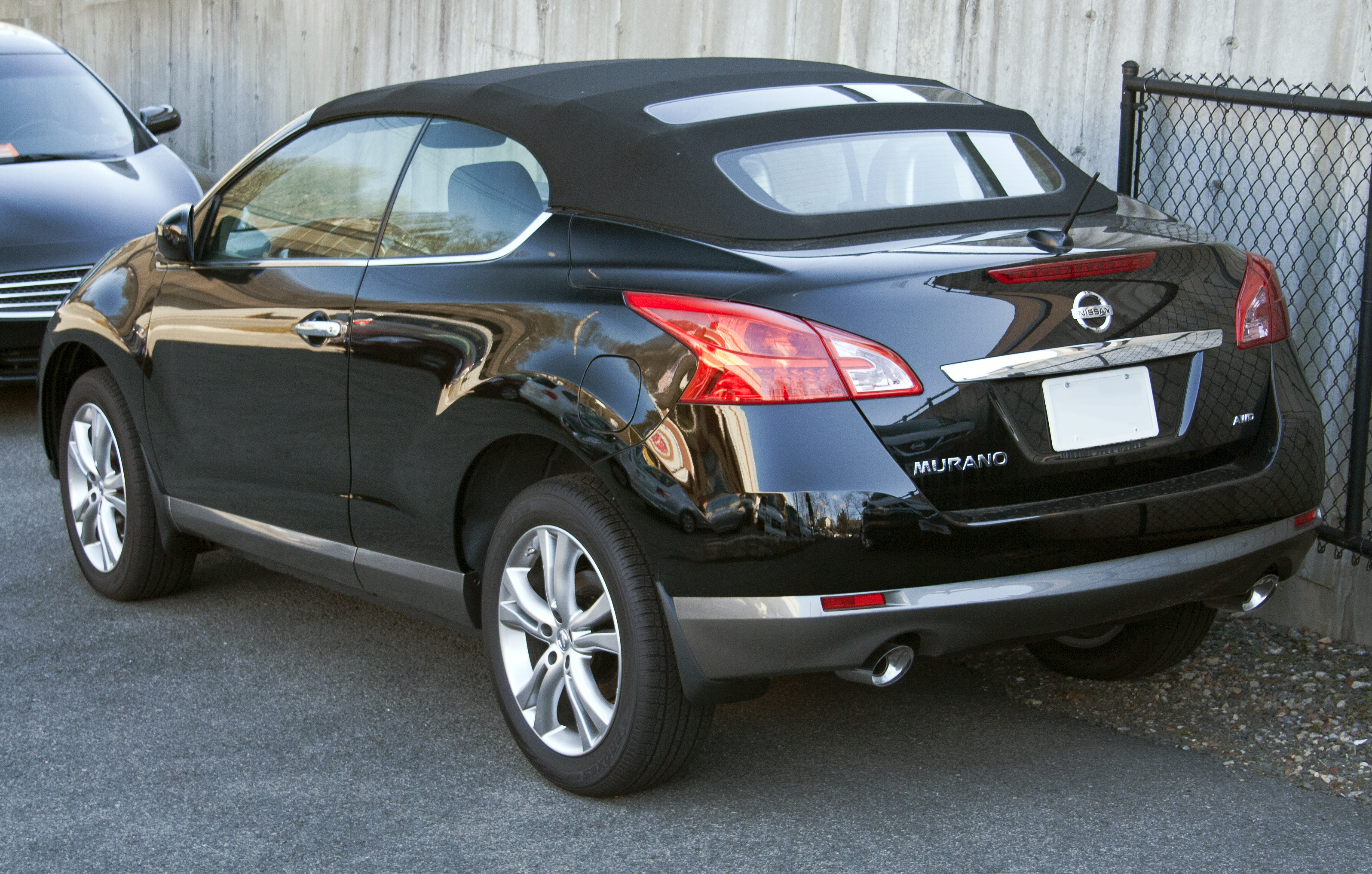
クロスカブリオレ クローズ状態 リア

## 3代目 Z52型（2014年-）

### デザイン
エクステリアは日産の最新デザイン言語「V-モーション」を採用、V字型フロントグリル、ブーメラン状のヘッドライト、フローティングルーフを採用するなど、レゾナンスのエッセンスを色濃く残す造形となっている。
インテリアは「ラウンジ感覚」がテーマで、インパネの高さを抑えてセンターコンソールをワイド化。大型のパノラミックルーフも用意され、頭上空間に開放感をもたらしている。

### メカニズム
エンジンはガソリン車のみになり、先代からキャリーオーバーされるV型6気筒3.5LのVQ35DEを採用するが、新造パーツと差し替えたことでフリクションロスを低減。トランスミッションは先代同様にエクストロニックCVTが組み合わされた。プラットフォームもDプラットフォームをキャリーオーバーしているが、CMFの技術要素を盛り込んだ。これらの結果、燃費は先代比で約20％向上している。

### 年表
| コンセプトカー「Resonance」 |  | コンセプトカー「Resonance」 |
| コンセプトカー「Resonance」 |  |                             |

2013年1月
デトロイトショー2013にて、コンセプトカー「Resonance」（レゾナンス）を公開。
2014年4月14日
2014年度第4四半期に発表することを前提にニューヨークモーターショーで公開。
2014年11月
市販仕様の生産を開始。
2014年12月5日
北米市場にて発表・発売開始。
2015年4月20日
今夏に中国でムラーノハイブリッドを発表・発売開始。
2018年12月20日
2019年モデルを発売。フロントグリル、LEDヘッドライトを改良し、日産セーフティシールド360（ADAS）の最新版を搭載した。
2019年10月
日本国内でもインパルを通して販売を開始。ベースは北米仕様車で灯火類などを国内の法規に合わせての販売となる。
なお、この世代交代を機に、製造が日本の日産自動車九州からミシシッピ州のキャントン工場に移管された。同工場は世界で唯一、3代目の生産拠点となり（中国を除く）、世界100以上の市場に出荷されている。

## 4代目　Z53型　(2025年-　)
2024年10月16日（現地時間）に、北米向け4代目モデルが世界初公開された。2025年初頭の発売予定となる。
2025年、販売開始。

## 車名の由来
イタリア・ヴェネツィアの「ムラーノ島」に由来。この島は、国外へのヴェネツィアン・グラス技術漏洩防止のため、職人たちが集められた経緯があるムラーノガラスの名産地であり、この車が、歴史と伝統によって培われた美しいガラス工芸品に似た、芸術的で美しいシルエットを持っていることから連想された名前である。また、「ムラーノガラス」の「人間の五感に訴える美しさ」と「手作りの温かみ」はムラーノのコンセプトと共通している。